# Dennis Vosper, Baron Runcorn
Dennis Forwood Vosper, Baron Runcorn PC TD (* 2. Januar 1916; † 20. Januar 1968) war ein Politiker der Conservative Party, der vierzehn Jahre lang Abgeordneter des House of Commons sowie zeitweise Minister war und 1964 als Life Peer aufgrund des Life Peerages Act 1958 Mitglied des House of Lords wurde.

## Leben

### Berufliche Laufbahn und Unterhausabgeordneter
Vosper, dessen Vater Partner des Schiffsausrüstungs- und Außenhandelsunternehmens Wilson, Vosper and Coltart in Liverpool war, absolvierte nach dem Besuch der The Leys School in Cambridge sowie des Marlborough College ein Studium am Pembroke College der University of Oxford, das er 1937 mit einem Bachelor of Arts (B.A.) abschloss. Anschließend wurde auch er Partner von Wilson, Vosper and Coltart, ehe er während des Zweiten Weltkrieges zwischen 1939 und 1946 Militärdienst im Cheshire Regiment leistete, einer Einheit der Territorialarmee der British Army. Zuletzt wurde er zum Major befördert.
Bei den Unterhauswahlen am 23. Februar 1950 wurde Vosper, der 1950 mit der Territorial Decoration ausgezeichnet wurde, als Kandidat der Conservative Party erstmals zum Abgeordneten in das House of Commons gewählt und vertrat in diesem bis zu seinem Mandatsverzicht am 31. März 1964 den Wahlkreis Runcorn.
Nachdem er zu Beginn seiner Parlamentszugehörigkeit 1950 kurzzeitig Parlamentarischer Geschäftsführer (Whip) der oppositionellen Fraktion seiner Partei im Unterhaus war, wurde er nach dem Wahlsieg der konservativen Tories bei den Unterhauswahlen vom 25. Oktober 1951 von Premierminister Winston Churchill im November 1951 zum Lord Commissioner of the Treasury berufen und bekleidete dieses Amt im Schatzamt bis Oktober 1954. Im Anschluss war er zwischen Oktober 1954 und Januar 1957 als Parlamentarischer Sekretär beim Bildungsminister einer der engsten Mitarbeiter des damaligen Bildungsministers (Minister of Education), David Eccles.

### Minister und Oberhausmitglied
Am 16. Januar 1957 wurde Vosper von Premierminister Harold Macmillan als Nachfolger von Robin Turton zum Gesundheitsminister (Minister of Health) in dessen Kabinett berufen. Zugleich wurde er 1957 zum Privy Councillor ernannt. Er musste allerdings von diesem Ministeramt bereits wenige Monate später am 17. September 1957 aus gesundheitlichen Gründen zurücktreten und wurde von Derek Walker-Smith abgelöst.
Im Oktober 1959 kehrte Vosper in die Regierung Macmillans zurück und fungierte zunächst zwischen 1959 und 1960 als Parlamentarischer Unterstaatssekretär im Innenministerium (Home Office) und war danach zwischen Oktober 1960 und seiner Ablösung durch David Renton im Juni 1961 Staatsminister im Innenministerium. Zuletzt bekleidete er zwischen Juni 1961 und Oktober 1963 im Kabinett Macmillan das Amt des Ministers für technische Zusammenarbeit (Secretary for Technical Cooperation). 1964 war er für einige Zeit Vorsitzender der Behörde für nationale Unterstützung (National Assistance Board).
Nach seinem Ausscheiden aus dem Unterhaus wurde Vosper durch ein Letters Patent vom 20. April 1964 als Life Peer mit dem Titel Baron Runcorn, of Heswall in the County Palatine of Cheshire, in den Adelsstand berufen und gehörte als solcher bis zu seinem Tod dem House of Lords als Mitglied an.